# Herbert Louis (Maler)
Herbert Louis (* 8. Dezember 1923 in Berlin; † 2006 in Santiago de Chile) war ein deutscher Maler, der zunächst in den Niederlanden, später in Chile und den USA gelebt und gearbeitet hat.

## Familie
Herbert Louis wurde als Kind des Bankfilialeiters Martin Louis und seiner Ehefrau Käthe Louis geb. Bergmann in Berlin-Charlottenburg geboren. Seine Geschwister waren Marion und Thomas Louis.

## Erste Ausbildung
Die erste künstlerische Ausbildung absolvierte Herbert Louis bei Emmanuel Berg in Berlin. Berg wurde 1935 seine Ausbildungserlaubnis entzogen und er emigrierte nach Frankreich.

## Emigration in die Niederlande und autodidaktische Ausbildung
Ihrer jüdischen Herkunft wegen musste die Familie Louis 1936 Deutschland verlassen. Die Familie ließ sich in Scheveningen/Niederlanden nieder.
Herbert Louis durchwanderte die Niederlande mit seinem Fahrrad und hielt seine Eindrücke in Bildern und Skizzen fest. Auf seinen Fahrten besuchte er die Museen und studierte die Technik der großen niederländischen Meister. Außerdem besuchte er Maler in ihren Ateliers und bat gelegentlich um Rat, um seine künstlerischen Fähigkeiten zu vervollkommnen.
Herbert Louis malte zunächst mit Kohle und Bleistift, wechselte während seiner Zeit in den Niederlanden zu Farbstiften und schließlich zu Aquarellfarben.
1938 wurde Herbert Louis auf der Straße von einem Passanten, der ihm beim Malen zusah, gebeten, ihm das Bild zu verkaufen. Er war so stolz auf sein erstes selbstverdientes Geld, dass er sich entschloss, das Malen zu seinem Beruf zu machen.

## Emigration nach Chile
Wegen des herannahenden Krieges flüchtete die Familie Louis aus den Niederlanden. Es gelang Herbert Louis Mutter ein Visum für die Familie nach Chile zu bekommen. Die Familie Louis nahm 1939 Wohnsitz in Santiago de Chile.
Da die Familie Louis bei der Flucht aus Deutschland ihr Vermögen zurücklassen musste und folglich mittellos in Chile ankam, die Eltern durch die Jahre der Flucht entkräftet waren, mussten Herbert Louis und seine Geschwister Marion und Thomas für den Unterhalt der Familie sorgen. Durch seine autodidaktischen Studien der Malerei in den Niederlanden befähigt, erhielt Herbert Louis Jobs als Werbegrafiker in Industrieunternehmen. Dieser Tätigkeit ging er bis 1942 nach.
Durch den Tod seiner Mutter Käthe 1941 und seines Bruders Thomas 1942 aufgerüttelt, gab er seine Tätigkeit als Werbegrafiker auf und wandte sich wieder der Malerei zu. Er durchquerte Chile von Nord nach Süd, teilweise auf Pferderücken, teilweise zu Fuß, und hielt seine Landschaftseindrücke in Aquarellen fest. Dazwischen arbeitet er immer wieder, um seinen Unterhalt und die Reisekosten zu bestreiten, bei diversen Unternehmen und Werbeagenturen, kehrt aber immer wieder zu seinen Malwanderungen zurück.
Erst 1953 hat Herbert Louis in der "Sala del Pacífico" in Santiago eine Einzelausstellung, die von der Presse durchweg positiv aufgenommen wird.

## Europa
Mit dem Ertrag seiner Ausstellung in Santiago unternimmt Herbert Louis eine ausgedehnte Studienreise durch Europa.
Seine erste Station ist Frankreich, das er von der Provence bis Nizza durchwandert. Er besucht die Ateliers von Pablo Picasso, Georges Braque, Marc Chagall und Henri Matisse, experimentiert mit Acrylfarben, bleibt aber letztendlich "seinen" Aquarellfarben treu.
Herbert Louis füllt seine Reisekasse als Werbegrafiker in der Niederlassung von J. Walter Thompson in Frankfurt am Main auf, um anschließend Spanien zu Fuß zu durchwandern. Er bringt eine große Mappe mit Aquarellen 1953 nach Chile zurück, auf denen er die Eindrücke seiner Reise festgehalten hat.

## USA
1956 wird Herbert Louis von der renommierten Galerie Aron Young zu einer Ausstellung nach New York eingeladen. Aufgrund des großen Erfolges seiner Ausstellung zieht Herbert Louis in die USA und lässt sich 1957 in Kalifornien nieder.
Auch hier durchquert Herbert Louis wieder das Land zu Fuß und malt die Landschaften, die er durchwandert. Seine Malstil wird zunehmend abstrakt; die Landschaften, die Herbert Louis in seinen Bildern festhält bleiben zwar erkennbar, die Formen und Farben gewinnen aber die Oberhand über die konkrete Darstellung.
Dank David Park, den Herbert Louis in Kalifornien kennenlernt, bekommt er Kontakt zu anderen Absolventen des San Francisco Art Institute (SFAI), unter anderem zu Ronnie Landfield, Joan Brown und Ron Davis. Mit Richard Diebenkorn, mit dem er auch einen Briefwechsel hatte, und Elmer Bischoff verbindet ihn eine freundschaftliche Diskussion über das Wesen der Kunst.
In den 1970er und 1980er Jahren stellt Herbert Louis regelmäßig in den Kunstgalerien "Gumps" in San Francisco, "The Beach Gallery" in Rancho Mirage und "Lowitz" in Beverly Hills und Palm Spring aus.

## Rückkehr nach Chile
1986 kehrt Herbert Louis nach Chile zurück. Er fühlt sich durch das aufreibende Leben in den USA verausgabt, sehnt sich nach Ruhe, und nimmt in Pichidangui am Pazifischen Ozean Wohnsitz. Er durchwandert wieder das chilenische Hochland und die Küstenregionen, malt weiter seine Aquarellbilder, hält seine Eindrücke von den Landschaften, der Tierwelt und den Menschen fest.
Nach langer schwerer Krankheit stirbt Herbert Louis 2006 in Santiago/Chile.

## Weiterführende Links und Literatur
- Adelheid Bernhardt und John Traubner: Herbert Louis. Grafiker und Maler. In: www.exilarchiv.de. Else Lasker-Schüler-Gesellschaft e.V., 8. April 2009, abgerufen am 21. Januar 2025.
- Diego Salazar Gómez, Herbert Louis, Un pintor alemán-chileno, 1956, Santiago
- American Artists of the XX. Century, compiled by Arthur Klein, 1978, Los Angeles
- Herbert Louis, Célebre artista chileno-americano regresa a Chile, "El Mercurio", 1986